# Enallopsammia rostrata
Enallopsammia rostrata är en korallart som först beskrevs av Pourtalès 1878.  Enallopsammia rostrata ingår i släktet Enallopsammia och familjen Dendrophylliidae. Inga underarter finns listade i Catalogue of Life.